# كيفن هووبر (سياسي)
كيفن هووبر هو سياسي أسترالي، ولد في 9 يوليو 1928 في بريزبان في أستراليا، وتوفي بنفس المكان في 9 مارس 1984. نشط حزبياً في Queensland Labor Party ‏. وقد انتخب عضو المجلس التشريعي لولاية كوينزلاند ‏.